# Обилић (Бојник)
Обилић је насеље у Србији у општини Бојник у Јабланичком округу. Према попису из 2022. било је 41 становника (према попису из 2002. било је 94 становника).

## Историја
У Обилићу је 21. фебруара 1917. године одржан састанак устаника ,што се сматра почетаком ,Јабланичко-Топличког устанка.

## Демографија
У насељу Обилић живи 76 пунолетних становника, а просечна старост становништва износи 43,0 година (41,5 код мушкараца и 44,8 код жена). У насељу има 35 домаћинстава, а просечан број чланова по домаћинству је 2,69.
Ово насеље је великим делом насељено Србима (према попису из 2002. године).
|  |

| Демографија | Демографија | Демографија |
| Година      | Становника  | Становника  |
| ----------- | ----------- | ----------- |
| 1948.       | 255         |             |
| 1953.       | 204         |             |
| 1961.       | 145         |             |
| 1971.       | 153         |             |
| 1981.       | 150         |             |
| 1991.       | 107         | 107         |
| 2002.       | 94          | 94          |
| 2011.       | 54          |             |

| Етнички састав према попису из 2002.‍ | Етнички састав према попису из 2002.‍ | Етнички састав према попису из 2002.‍ | Етнички састав према попису из 2002.‍ | Етнички састав према попису из 2002.‍ |
| ------------------------------------ | ------------------------------------ | ------------------------------------ | ------------------------------------ | ------------------------------------ |
|                                      |                                      |                                      |                                      |                                      |
| Срби                                 | Срби                                 |                                      | 88                                   | 93,61%                               |
| Црногорци                            | Црногорци                            |                                      | 6                                    | 6,38%                                |
| непознато                            | непознато                            |                                      | 0                                    | 0,0%                                 |

| Година пописа     | 1948. | 1953. | 1961. | 1971. | 1981. | 1991. | 2002. |
| ----------------- | ----- | ----- | ----- | ----- | ----- | ----- | ----- |
| Број домаћинстава | 50    | 47    | 45    | 51    | 50    | 38    | 35    |

| Број чланова      | 1  | 2  | 3 | 4 | 5 | 6 | 7 | 8 | 9 | 10 и више | Просек |
| ----------------- | -- | -- | - | - | - | - | - | - | - | --------- | ------ |
| Број домаћинстава | 10 | 15 | 1 | 3 | 0 | 4 | 1 | 1 | 0 | 0         | 2,69   |

| Пол    | Укупно | Неожењен/Неудата | Ожењен/Удата | Удовац/Удовица | Разведен/Разведена | Непознато |
| ------ | ------ | ---------------- | ------------ | -------------- | ------------------ | --------- |
| Мушки  | 44     | 11               | 26           | 6              | 1                  | 0         |
| Женски | 34     | 2                | 25           | 7              | 0                  | 0         |
| УКУПНО | 78     | 13               | 51           | 13             | 1                  | 0         |

| Пол    | Укупно                    | Пољопривреда, лов и шумарство | Рибарство                            | Вађење руде и камена | Прерађивачка индустрија       |
| ------ | ------------------------- | ----------------------------- | ------------------------------------ | -------------------- | ----------------------------- |
| Мушки  | 19                        | 13                            | 0                                    | 0                    | 1                             |
| Женски | 10                        | 9                             | 0                                    | 0                    | 1                             |
| УКУПНО | 29                        | 22                            | 0                                    | 0                    | 2                             |
| Пол    | Производња и снабдевање   | Грађевинарство                | Трговина                             | Хотели и ресторани   | Саобраћај, складиштење и везе |
| Мушки  | 0                         | 1                             | 1                                    | 0                    | 1                             |
| Женски | 0                         | 0                             | 0                                    | 0                    | 0                             |
| УКУПНО | 0                         | 1                             | 1                                    | 0                    | 1                             |
| Пол    | Финансијско посредовање   | Некретнине                    | Државна управа и одбрана             | Образовање           | Здравствени и социјални рад   |
| Мушки  | 0                         | 0                             | 1                                    | 0                    | 0                             |
| Женски | 0                         | 0                             | 0                                    | 0                    | 0                             |
| УКУПНО | 0                         | 0                             | 1                                    | 0                    | 0                             |
| Пол    | Остале услужне активности | Приватна домаћинства          | Екстериторијалне организације и тела | Непознато            | Непознато                     |
| Мушки  | 0                         | 0                             | 0                                    | 1                    | 1                             |
| Женски | 0                         | 0                             | 0                                    | 0                    | 0                             |
| УКУПНО | 0                         | 0                             | 0                                    | 1                    | 1                             |

## Познате личности
- Светозар Драговић Тоза, народни херој Југославије